# Lavička Alice Habsburg
Ławeczka Alicji Habsburg w Żywcu, česky lze přeložit jako Lavička Alice Habsburg v Żyweci, je bronzová lavička a plastika/pomník v městském parku Park zamkowy w Żywcu (hradní park Żywiec) ve čtvrti Śródmieście města Żywiec v okrese Żywiec v jižním Polsku. Geograficky se také nachází v kotlině Kotlina Żywiecka ve Slezském vojvodství.

## Historie a popis díla
Populární dílo, které bylo odhaleno v únoru 2012, vytvořil sochař Bronisław Krzysztof. Na lavičce je zobrazena oblečená sedící žena v životní velikosti - švédská aristokratka Alicja Elżbieta Habsburg z Ankarcronu (1889–1985), která byla morganatická manželka Karla Olbrachta Habsburského a také matka kněžny Marie Krystyny Habsburské. Alicja Habsburská žila v Żywci v letech 1920 až 1945 a za druhé světové války byla příslušnicí Armii Krajowé. Po druhé světové byla nucena emigrovat do Švédska. Její postava drží v levé ruce kapesník s habsburským erbem. Plastika je umístěna pobliž bývalého místa pobytu Marie Krystyny Habsburské, která zde žila do roku 2012.

## Další informace
Plastika je celoročně volně přístupná.

## Galerie

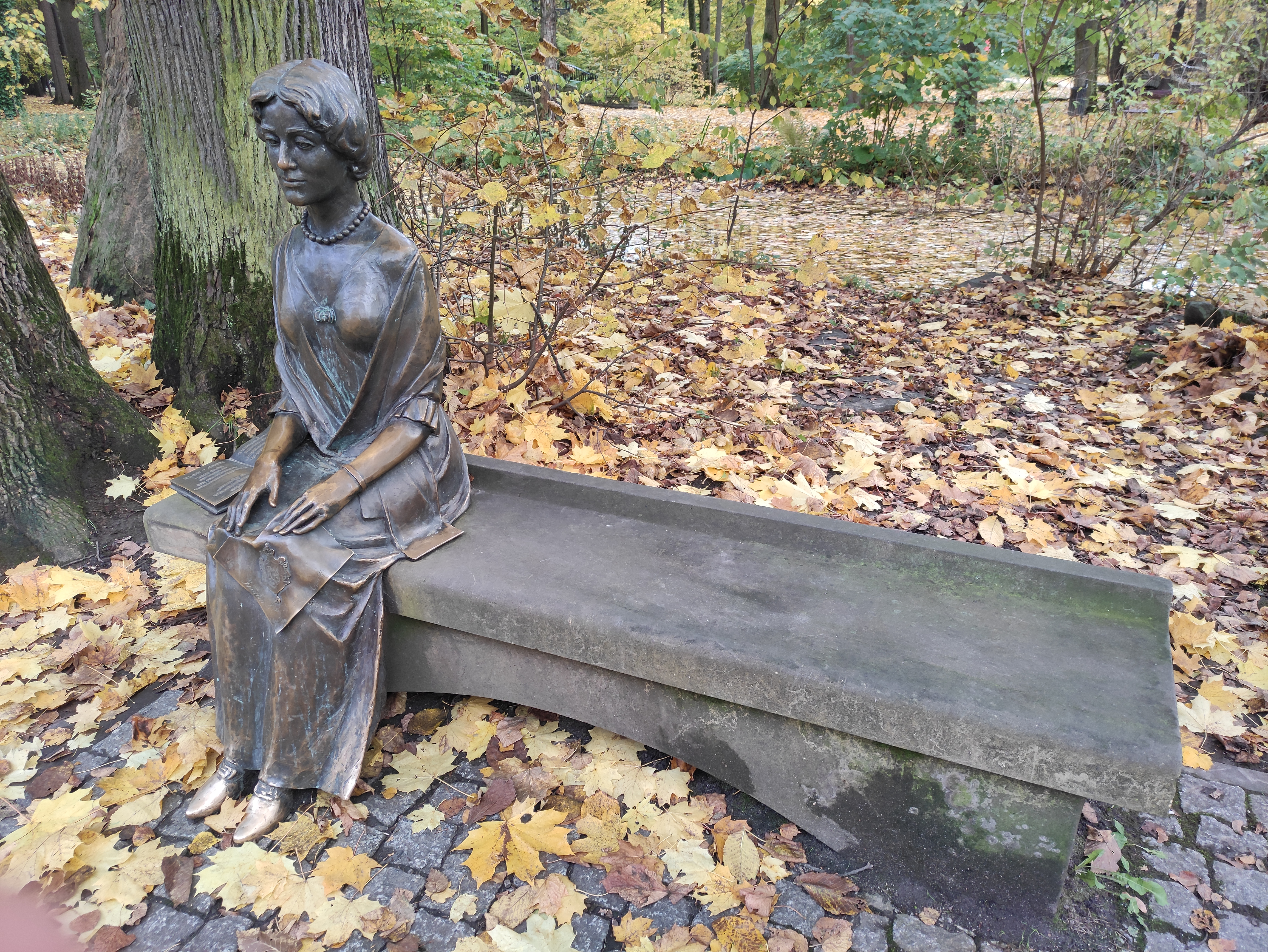
Celkový pohled na dílo
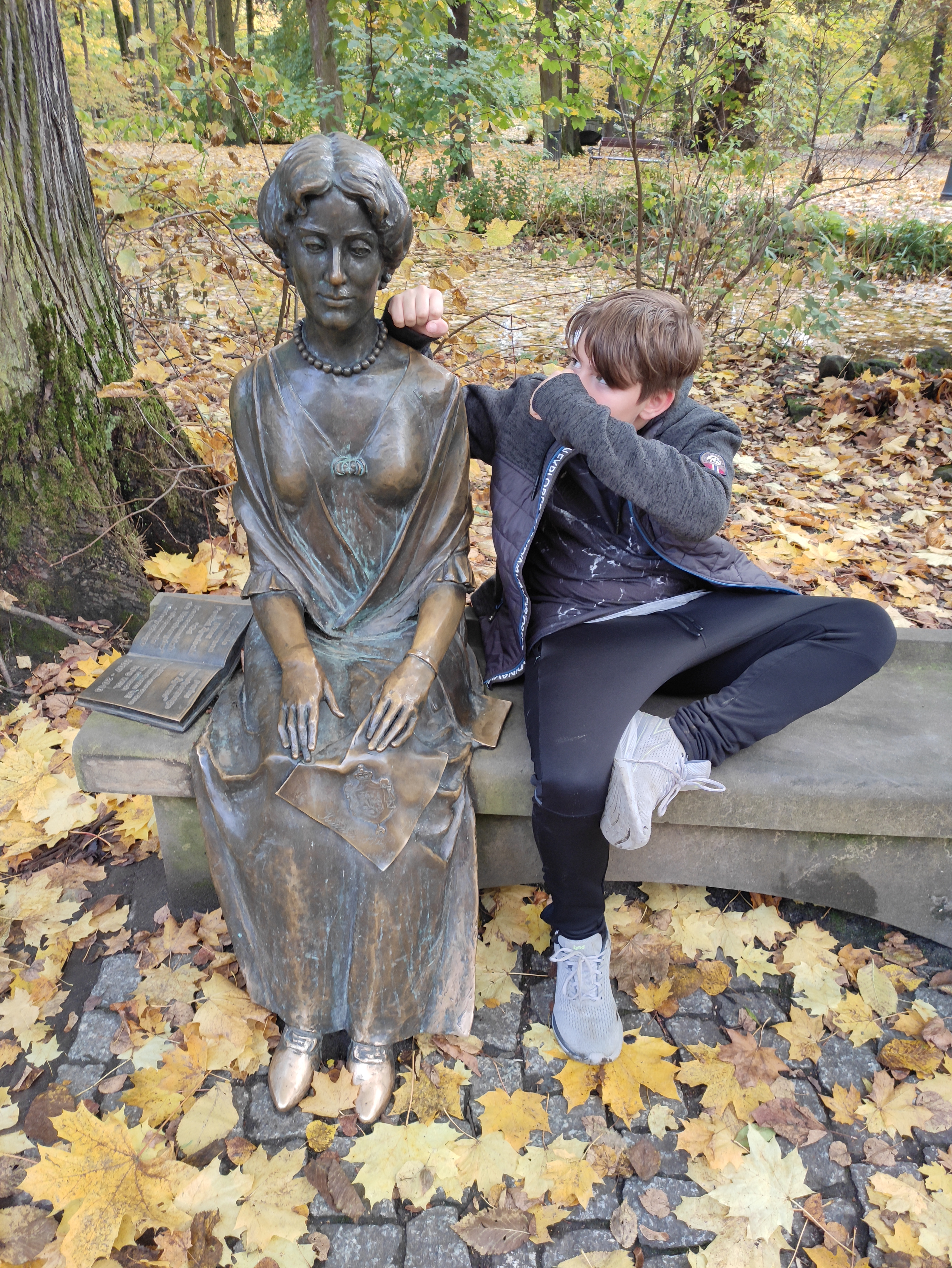
Sezení na lavičce